# Marek I (biskup Bizancjum)
Marek I – biskup Bizancjum w latach 198–211.